# 오카이 지사토
오카이 치사토(일본어: 岡井千聖, 1994년 6월 21일 ~ )는 사이타마현 출신의 전 여성 아이돌 가수이다. 전 J.P ROOM(업프런트 그룹) 소속이다. 동생은 전 하로프로에그 소속 오카이 아스나다.
2019년 4월 26일에 연예 활동 휴지를 발표였으나, 2020년 4월 30일에 소속사 매니지먼트 계약 종료 동시에 연예계 은퇴를 했다.

## 특징
- 멤버들은 그녀를 보이시하고 장난꾸러기이지만, 착실한 사람이고, 미소가 눈부신 아이라고 말하고 있다.
- 2005년의 팬클럽 한정의 응원 기획 이벤트로 공식별명을 모집했을 때는, 1위의「ちっぺ」로 결정됐지만, 현재는「ちっさー」가 콘서트의 자기 소개 등으로 사용되고 있다.
- 애독하고 있는 만화 애니메이션은 닥터 슬럼프.
- 자주 열쇠를 잃어버린다
- 썬크림을 발라도 효과가 없다고 한탄하고 있다.
- 좋아하는 음식은 프랑스 음식, 갈비국밥, 후이궈러우(回鍋肉·돼지고기볶음), 메론.
- 수줍으면 손으로 얼굴을 가리는 행동을 한다.
- 운동신경이 좋다. 걸음이 빠르고, 구기 종목에도 능숙하다(특히 풋살이 뛰어나 2007년 리틀 갓타스에서 갓타스로 승격. 팬들로부터 '오카이지뉴'란 별명을 얻기도 했다) 좋아하는 경기는「달리는 것」.
- 팬클럽 한정의 응원 기획 이벤트에 있어서의 촌극에서는, 코믹한 캐릭터를 살려, 개 역할의「칫사」(2006년 10월), 순록(같은 해 12월)같은 동물 의상을 입는 역이 주어진 경우가 많다.
- 존경하는 하로프로의 선배는 후지모토 미키(퍼스트 콘서트의 DVD 코멘트로부터).
- 2006년 신춘 개최의「Hello! Project 2006 Winter ∼【원더풀 하츠】∼」로 의상에 달고 있었던 번호는「73」. 치사토의「치사」를 숫자로 바꾼 것으로 생각된다.
- 좋아하는 급식의 메뉴는「마요네즈를 두른 연어 그라탱」.
- 애완동물은 개(미니어처 닥스훈트)과 거북이를 기르고 있다. 개의 이름은 「파인」과 「립스틱」. 거북이의 이름은「카메보」.
- 도전해 보고 싶은 스포츠는「스카이다이빙」(2008년 3월 16일 【오리콘 랭킹 파라다이스】에서) 아버지가 실제로 하고 있다고 한다.
- ℃-ute 멤버 중에서 가장 몸집이 작다.
- 가창력이 뛰어나고 힘있는 목소리의 소유자로,「JUMP」,「僕らの輝き」등에서 특히 두드러지고 있으며「江戶の手毬唄Ⅱ」,「忘れたくない夏」등에서도 중요한 파트를 담당하고 있어 스즈키와는 또 다른 개성을 보여준다.
- 친구 JKT48 나카가와 하루카.℃-ute 나카지마 사키.스즈키 아이리.하기와라 마이

## 활동
헬로! 프로젝트, 헬로! 프로젝트 키즈 및 각 소속 유닛에서의 활동은 각각의 항목을 참조.

### 솔로 라이브
- 오카이 치사토 (℃-ute) Solo Live 2011 Vol.1 ~회사에서 춤추어 보았다!!~ (2011년 1월 25일 · 26일, 퍼시픽 헤븐, 팬클럽 회원 한정)
- 오카이 치사토 (℃-ute) Solo Live 2011 Vol.2 ~한조몬에서 춤추어 보았다!!~ (2011년 2월 13일 · 14일, WinPa)

### 텔레비전 방송
- ℃-ute Has Come ～キュートガヤッテキタ～ (2007년 1월 6일 · 20일, KIDS Station)
- 베리큐! (2008년 3월 13일 - 10월 3일, 테레비도쿄)
- 요로센! (2008년 10월 6일 - 2009년 3월 27일, 테레비도쿄)
- 특수지령! 아이치★폴리스 (2011년 7월 4일 - , 나고야 TV 방송)
- 낚시 로망을 요구해 (2012년 3월 3일 · 4월 21일 · 8월 18일, 테레비도쿄)
- 코코스마 GoGo! Smile! (2013년 4월 4일 - , CBC 테레비) - 목요일 준레귤러

### 텔레비전 드라마
- 수학♥여자학원 (2012년 1월 11일 - 3월 28일, 니혼테레비) - 마타 토모코 역

### 영화
- 강아지 단 이야기 (2002년 12월 14일 - , 도에이)
- 왕게임 (2011년 12월 17일, BS-TBS)

### PV
- Buono! ホントのじぶん (2007년 10월 31일)

### 무대
- 어른의 보리차 제18번째 공연「1974(이크나요)」(2011년 12월 14일 ~ 18일[3])

### 사진집
- 1st 솔로 사진집「千聖」(2010년 12월 24일, 와니북스) ISBN 978-4-8470-4338-3

### DVD
- 칫사 (2010년 12월 24일)
- IMP. GIRL (2011년 12월 9일)

### CD
- ロマンティック 浮かれモード (2011년 5월 17일, 한정 판매)

### 전달 한정
- ウーロンハイの女 (2017년 12월 8일)

## 소속 유닛
- 멜로우크앗드 (2013년 - 2020년)
- 트리플렛 (2014년 - 2020년)